# Kapil Sharma
Kapil Sharma (panjabe oriental: ਕਪਿਲ ਸ਼ਰਮਾ) (Amritsar, Panjabe, 2 de abril de 1981) é um ator e comediante indiano, e uma das personalidades incluídas na Lista Forbes da Índia em 2015 (como a vigésima quinta celebridade mais influente em seu país).
Foi premiado em 2013 como o Indiano do Ano pela CNN-IBN na categoria Entretenimento, e em 2015 ficou em terceiro lugar como a personalidade mais admirada pelo The Economic Times. Ele também foi nomeado na campanha eleitoral de 2015 do primeiro-ministro Narendra Modi e convidado pelo presidente Pranab Mukherjee para visitar a residência presidencial.

## Carreira artística e profissional
Sharma ficou conhecido em 2007 no The Great Indian Laughter Challenge, com o qual ganhou 10 rupias. Ele estava anteriormente em Hasde Hasande do canal MH One.
Apresentou por seis temporadas o Comedy Circus da Sony Television e pela sexta temporada do reality show: Chhote Miyan. Também participou em 2008 como um concorrente em Ustaadon Ka Ustaad e em 2013 introduziu seu próprio programa: Comedy Nights with Kapil.
Em 2015, ele apresentou com Karan Johar o 60º Prêmio Filmfare. Também apresentou a quarta temporada da Celebrity Cricket League em 2014.
Em 2015 estreou no mundo de Bollywood na produção Kis Kisko Pyaar Karoon onde contracenou com Elli Avram, Manjari Phadnis, Simran Kaur Mundi e Sai Lokur.
Para 2016 ele assinou um contrato para apresentar o The Kapil Sharma Show.

## Trabalho social
Sharma é conhecido por seu ativismo pelos direitos dos animais. Junto com a equipe do Comedy Nights, ela apareceu em uma campanha da PETA para promover a adoção de cães e gatos de rua.
Em 2014 ele adotou Zanjeer, um cão abandonado e ex-cão policial. Ele também fez campanha para salvar os elefantes do país.